# Céline Deville
Céline Nadine Sabine Deville (Berck, 24 gennaio 1982) è una calciatrice francese, portiere del Nancy.

## Palmarès

### Club

#### Competizioni nazionali
- Campionato francese: 3

Montpellier: 2003-2004, 2004-2005
Olympique Lione: 2012-2013
- Coppa di Francia: 4

Montpellier: 2005-2006, 2006-2007, 2008-2009
Olympique Lione: 2011-2012

#### Competizioni internazionali
- UEFA Women's Champions League: 1

Olympique Lione: 2010-2011

### Nazionale
- Cyprus Cup: 1

2012